# Metanepsia irwini
Metanepsia irwini är en tvåvingeart som beskrevs av Loïc Matile 1975. Metanepsia irwini ingår i släktet Metanepsia och familjen svampmyggor.
Artens utbredningsområde är Tanzania. Inga underarter finns listade i Catalogue of Life.